# Gaertneriomyces tenuis
Gaertneriomyces tenuis är en svampart som beskrevs av D.J.S. Barr 1984. Gaertneriomyces tenuis ingår i släktet Gaertneriomyces och familjen Spizellomycetaceae.   Inga underarter finns listade i Catalogue of Life.